# باتريسيا أوينز
باتريسيا أوينز (بالإنجليزية: Patricia Owens)‏ هي أكاديمية وكاتِبة بريطانية، ولدت في 1975.